# Grecia en los Juegos Paralímpicos de Sochi 2014
Grecia estuvo representada en los Juegos Paralímpicos de Sochi 2014 por un deportista masculino. El equipo paralímpico griego no obtuvo ninguna medalla en estos Juegos.